# اتفاق ستاروبيلسك
اتفاق ستاروبيلسك هو تحالف سياسي وعسكري عام 1920 بين مخنوفشتشينا، وهي حركة جماهيرية لاسلطوية بقيادة جيش المتمردين التابع لنستور ماخنو، وجمهورية أوكرانيا الاشتراكية السوفياتية، التي أنشأها البلاشفة كحكومة شرعية لأوكرانيا.
توصل الأطراف إلى الاتفاق في أعقاب عودة ظهور الحركة البيضاء في أوكرانيا، مما أجبر الفصائل البلشفية والمخنوفية المتحاربة على وضع خلافاتها جانبًا والعمل معًا ضد عدوهم المشترك. وسعت بنود هذه الاتفاقية السياسية عددًا من الحريات المدنية لتشمل الحركة اللاسلطوية الأوكرانية التي قُمعت سابقًا، في حين أخضعت بنودها العسكرية جيش المتمردين للقيادة العليا للجيش الأحمر.
كانت الاتفاقية سارية المفعول منذ أكتوبر حتى نوفمبر 1920. وفي أعقاب الانتصار السوفيتي على البيض في حصار بيريكوب، هاجم الجيش الأحمر المخنوفيين، مما أنهى الاتفاقية وأشعل صراعًا بين الفصيلين استمر حتى القمع الكامل لمخنوفشتشينا في أغسطس 1921.

## خلفية
كان اللاسلطويون الأوكرانيون حليفًا تاريخيًا للبلاشفة، إذ يعود تاريخهم إلى تعاونهم خلال ثورة أكتوبر والأشهر الأولى من الحرب الأهلية الأوكرانية. بعد الغزو السوفيتي لأوكرانيا عام 1919، اندمج المتمردون اللاسلطويون الأوكرانيون بقيادة نيستور ماخنو في الجيش الأحمر، لكنهم تمردوا في النهاية بسبب الخلافات السياسية والعسكرية. بعد هزيمة الحركة البيضاء في معركة بيريجونوفكا، وسعت الحركة المخنوفية بسرعة نفوذها في جميع أنحاء جنوب أوكرانيا. ثم هاجمهم الجيش الأحمر في يناير 1920، ووصل القتال إلى طريق مسدود خلال الأشهر اللاحقة، بينما بدأت الحركة البيضاء مرة أخرى في تحقيق مكاسب إقليمية.

## مبادرات أولية
في يونيو 1920، قدمت أمانة النباط باللجنة التنفيذية المركزية لعموم أوكرانيا اقتراح هدنة مع جيش المتمردين، لكن رُفض العرض. بعد فترة قصيرة، عرض أحد أعضاء اليسار الاشتراكي الثوري من أولكساندريفسك العمل كوسيط بين الفصيلين، لكن رفضه أيضًا المجلس الثوري العسكري للمتمردين، الذي أصر على أن يقاتل جيش المتمردين البيض كجيش مستقل القوة. طوال فصل الصيف، أرسل المتمردون عروضًا لوقف إطلاق النار إلى الحكومة البلشفية، لكن هذه العروض لم تتلق أي رد واستمر القتال بين الفصيلين.
بحلول أغسطس 1920، أجبرت سلسلة من الهزائم في الحرب البولندية السوفيتية البلاشفة على بدء مفاوضات السلام، في حين شن رانجل بنفسه هجومًا مدمرًا على مواقع فيلق الجيش الأحمر الثالث عشر في الضفة اليسرى لأوكرانيا، مما أدى إلى توسيع حدود الجيش الأبيض حتى كاترينوسلاف، ماريوبول والدون. وجد الجيش المتمرد نفسه محاصرًا بين الجيشين الأحمر والأبيض، في مواجهة هجمات من كليهما، الأمر الذي أشعل جدلًا داخل القيادة المخنوفية حول تشكيل تحالف مع الجيش الأحمر أم لا. دعم فاسيل كوريلينكو وفيكتور بيلاش الاقتراح، بينما عارضه ديمتري بوبوف وسيمين كاريتنيك، وكان نيستور ماخنو نفسه مترددًا. قرروا دعوة جمعية عامة للجيش المتمرد لاتخاذ القرار بنفسه، وكانت النتيجة أغلبية ضئيلة لصالح التحالف. أثناء انتظار رد البلاشفة، استمرت الاشتباكات بين الفصيلين حتى سبتمبر.